# Österreichische Tierärztekammer
Zur Vertretung und Förderung der wirtschaftlichen Interessen und der Standesinteressen der Tierärztinnen und Tierärzte ist die Österreichische Tierärztekammer eingerichtet. Sie ist eine Körperschaft des Öffentlichen Rechts und hat ihren Sitz in Wien. Der örtliche Wirkungsbereich der Österreichischen Tierärztekammer erstreckt sich auf das gesamte Bundesgebiet. Jedes Bundesland hat eine Außenstelle der Kammer.
Die Österreichische Tierärztekammer hat unter anderem folgende Aufgaben: die Wahrnehmung der beruflichen, sozialen und wirtschaftlichen Interessen der Tierärztinnen und Tierärzte und deren Förderung sowie der Entwicklung des Tiergesundheitswesens und der tierärztlichen Versorgung sowie die Erstattung von Berichten, Vorschlägen und Äußerungen an die österreichische Bundesregierung, die Landesregierungen sowie an Behörden in allen Fragen, die unmittelbar oder mittelbar die Interessen der Tierärzte berühren, sowie die Unterstützung dieser Behörden bei der Regelung der Angelegenheiten des Veterinärwesens.
Die Österreichische Tierärztekammer führt eine Liste der in Österreich zur Berufsausübung berechtigten Tierärztinnen und Tierärzte, in die jedermann Einsicht nehmen kann. Weiters erstellt die Österreichische Tierärztekammer eine für das gesamte Bundesgebiet gültige Honorarordnung für tierärztliche Leistungen. Von der Österreichischen Tierärztekammer werden außerdem Fonds zur Versorgung und Unterstützung der Kammermitglieder und ihrer Hinterbliebenen (Versorgungsfonds, Sterbekasse, Notfallsfonds) verwaltet.

## Interessenvertretung
Als gesetzliche berufliche Interessenvertretung der Tierärztinnen und Tierärzte ist die Kammer in erster Linie Sprachrohr des Berufsstandes gegenüber Gesetzgebung und Vollziehung und kann versuchen, Interessen des Berufsstandes, aber auch Interessen der Tier- und Volksgesundheit durchzusetzen.
Die Tätigkeit der Österreichischen Tierärztekammer umfasst u. a. das Marketing für einzelne oder für Untergruppen des Berufsstandes. Und weiters die Information, Beratung und das Service für Tierärztinnen und Tierärzte sowie die Vertretung vor Behörden und in Einzelfällen vor Gerichten. In Einzelfällen tritt die Österreichische Tierärztekammer auch bei der Schlichtung in Streitfragen zwischen Tierärztinnen bzw. Tierärzten auf.
Der Tierärzteverlag wurde als 100-prozentige Tochter der Österreichischen Tierärztekammer (ÖTK) gegründet und versteht sich als Serviceorganisation für Tierärztinnen und Tierärzte. Das Produktportfolio ist dahingehend ausgelegt den Berufsstand in der täglichen Arbeit bestmöglich zu unterstützen. Ziel ist es Leistungen möglichst umfassend, effektiv und kostengünstig für Tierärztinnen und Tierärzte anzubieten. Die Finanzierung erfolgt grundlegend über eigene Erlöse und wird nicht aus den Kammerbeiträgen der Mitglieder getragen.
Die Österreichischen Tierärztekammer ist Mitglied in der Federation of Veterinarians of Europe (FVE), der Dachorganisation von 47 Veterinärverbänden aus 39 europäischen Ländern.

## Der Tierärzteverlag

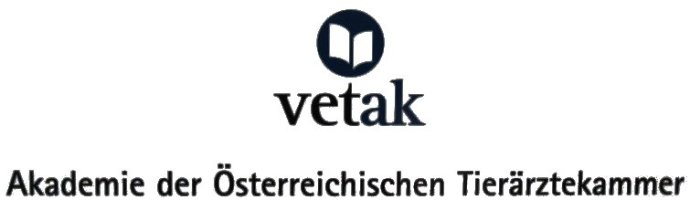
Logo der VETAK

Der Tierärzteverlag wurde als 100-prozentige Tochter der Österreichischen Tierärztekammer (ÖTK) gegründet und versteht sich als Serviceorganisation für Tierärztinnen und Tierärzte. Das Produktportfolio ist dahingehend ausgelegt den Berufsstand in der täglichen Arbeit bestmöglich zu unterstützen. Ziel ist es Leistungen möglichst umfassend, effektiv und kostengünstig für Tierärztinnen und Tierärzte anzubieten. Die Finanzierung erfolgt grundlegend über eigene Erlöse und wird nicht aus den Kammerbeiträgen der Mitglieder getragen. 
Der Tierärzteverlag wurde als 100-prozentige Tochter der Österreichischen Tierärztekammer (ÖTK) gegründet und versteht sich als Serviceorganisation für Tierärztinnen und Tierärzte. Das Produktportfolio ist dahingehend ausgelegt den Berufsstand in der täglichen Arbeit bestmöglich zu unterstützen. Ziel ist es Leistungen möglichst umfassend, effektiv und kostengünstig für Tierärztinnen und Tierärzte anzubieten. Die Finanzierung erfolgt grundlegend über eigene Erlöse und wird nicht aus den Kammerbeiträgen der Mitglieder getragen. Zum Verlagsportfolio gehören:
- der neu geschaffene Bereich Medien & Kommunikation
- die Herausgabe des Vetjournals, dem Magazin für Tierärztinnen und Tierärzte
- die Veranstaltungs- und Fortbildungsplattform „Vetakademie (VETAK)“
- die Job- und Karriereplattform „Vetjobs“
- der Vertrieb der EU-Heimtierausweise
- der Arzneimittelabgabe und Anwendungsblöcke u. a. Gebrauchsartikel
- die Tierärztekammermeldestelle (TÄKM)

## Akademie der Österreichischen Tierärztekammer (VETAK)

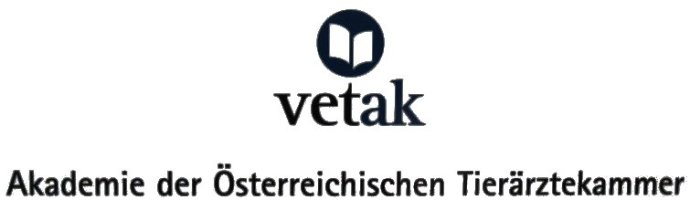
Logo der VETAK

Die „Akademie der Österreichischen Tierärztekammer“ (VETAK) will Tierärztinnen und Tierärzte bei der Wahrnehmung ihrer wichtigen Rolle für unsere Gesellschaft unterstützen. Sie wurde im Dezember 2005 als gemeinnütziger Verein mit folgenden Zielen gegründet:
- österreichweit das Bildungsangebot zu koordinieren und aktuelle Bildungsinformationen zur Verfügung zu stellen,
- die Qualität der Fort- und Weiterbildung von anerkannten Veranstaltungen sicherzustellen,
- Fort- und Weiterbildungsveranstaltungen zu definierten Schwerpunktthemen in den Bereichen öffentliches Gesundheitswesen, Nutztiere und Praxismanagement anzubieten.

## Öffentlichkeitsarbeit
Die Österreichische Tierärztekammer informiert durch jährliche Wahrnehmensberichte über ihre Tätigkeiten. Auch die nachfolgenden Maßnahmen dienen der Öffentlichkeitsarbeit.

### »Vetjournal«
Die Österreichische Tierärztekammer ist Herausgeber der Monatszeitschrift »Vetjournal«, die das Amtsblatt der Österreichischen Tierärztekammer beinhaltet.

### Pressepreis der Österreichischen Tierärztekammer
Weiters vergibt die Österreichische Tierärztekammer für hervorragende publizistische Arbeiten im Interesse des Tierschutzes, der Tiergesundheit und des Konsumentenschutzes (Lebensmittelsicherheit) jährlich einen Pressepreis in der Höhe von 2.000.- Euro. Ausgezeichnet werden journalistische Arbeiten, die den Beruf des Tierarztes und dessen ethische Verantwortung thematisieren.

### Bank Austria-Preis der Österreichischen Tierärztekammer
Seit Jahren vergibt die Österreichische Tierärztekammer den von der Bank Austria Creditanstalt gestifteten, mit 2.200,- Euro dotierten Bank Austria-Preis. Er wird an österreichische Tierärztinnen bzw. Tierärzte für besonders wertvolle schriftliche Arbeiten, Vorträge oder Forschungsvorhaben verliehen, welche die veterinärmedizinische Wissenschaft, die Gesundheit der Bevölkerung aus veterinärmedizinischer Sicht oder den Berufsstand der Veterinärmediziner betreffen und die für die tierärztliche Praxis von Bedeutung bzw. umsetzbar sind.